# SIMIS C
SIMIS C (Sicheres Mikrocomputersystem von Siemens) ist ein Elektronisches Stellwerk (ESTW) der Firma Siemens.
Nach den Prototypstellwerken des Typs SIMIS B stellte SIMIS C die erste Serienbauform von Siemens-ESTW dar und wurde in Deutschland ab 1991 gebaut. Etwa ab dem Jahr 2007 wurden Neubauten zunehmend mit dem Nachfolgetyp SIMIS D realisiert, aber noch im Mai 2012 wurde in Emmerich ein SIMIS C neu in Betrieb genommen.
Stellwerke der Bauform SIMIS C arbeiten nach dem Spurplanprinzip. Die Gruppenverbindungen (hier Elementverbindungen genannt) bestehen jedoch nur virtuell im Softwarepaket. Änderungen, die in einem klassischen Spurplanstellwerk durch das Umstecken von Spurkabel- und Ringleitungssteckern realisierbar sind, erfordern das deutlich teuerere Erstellen und Aufspielen eines neuen Softwarepaketes. Kennzeichnend für alle SIMIS-C-Stellwerke war die Verwendung von zentral in der Stellwerksinnenanlage angeordneten Relaisstellteilen zur Ansteuerung der Außenanlagen. Bei den frühen SIMIS-B-Prototypstellwerken hatte Siemens hingegen für die Lichtsignale noch dezentrale per Glasfaser angebundene Stellteile eingesetzt. Dies wurde auf Wunsch der Bundesbahn ab den späten Prototypstellwerken geändert. Das System wurde während der Produktlebensdauer immer wieder weiterentwickelt, so dass zahlreiche Untertypen von SIMIS-C-Stellwerken existieren. In den letzten Untertypen des SIMIS C wurde der Stellwerkskern zunehmend mit Baugruppen der Nachfolgebauart SIMIS D aufgebaut.
Aufgrund eines sicherheitsrelevanten Softwarefehlers, aufgrund dessen bei einem Neustart zuvor eingerichtete Befahrbarkeitssperren nicht übernommen werden, musste Anfang 2022 vielerorts die Software gewechselt werden. Bundesweit sind mehr als 60 Stellwerke betroffen, die für wenigstens zwei Stunden heruntergefahren werden müssen.

## Aufbau
- BPR (Bedienplatzrechner): Dies ist ein nicht sicherer Rechner. In den frühen Untertypen des SIMIS C mit dem Bedienplatzsystem BPS 900 waren am BPR Tastatur und Grafiktablett des Bedienplatzes sowie der Kommunikationsanzeigemonitor und die Monitore für die nicht sicheren Bereichsübersichten angeschlossen. Nachdem mit dem Bedienplatzsystem BPS 901 die Unterscheidung zwischen sicheren und nicht sicheren Monitoren weggefallen war, wurden die sämtliche Monitore an den BPR angeschlossen.
- BAR (Bedien- und Anzeigerechner): Sicherer Rechner in 2von3-Konfiguration. Er verarbeitet die vom BPR übergebenen Bedienereingaben, prüft sie auf Zulässigkeit und gibt sie an den EKIR weiter. Gibt die Informationen für die nicht sicheren Anzeigen an den BPR weiter. Die Bildschirme für Lupenbilddarstellungen waren bei den frühen Untertypen direkt an den BAR angeschlossen (über eine Sichtgerätedoppelsteuerung, die zwischen den Grafikkarten verschiedener BAR-Kanäle zyklisch umschaltete).
- EKIR (Eingabe-, Kontroll- und Interpretationsrechner): Sicherer Rechner in 2×(2von2)-Konfiguration. Enthält die für das jeweilige Stellwerk anlagenspezifischen Daten in nichtflüchtiger Form und rüstet die Bereichsstellrechner bei deren Hochlauf mit diesen Daten aus. Der EKIR gibt Stellbefehle an die jeweils zuständigen Bereichsstellrechner weiter und verwaltet die Weichenlaufketten. In den frühen Untertypen war die Kommandofreigabetaste zur Ausführung sicherheitsrelevanter Bedienhandlungen an den EKIR angeschlossen.
- BSTR (Bereichsstellrechner): Sicherer Rechner in 2×(2von2)-Konfiguration. Die BSTR steuern und überwachen die Außenanlagen des Stellwerks und befinden sich deshalb in Modulgebäuden in der Nähe ihres jeweiligen Zuständigkeitsbereichs.
- SR (Servicerechner): Dient der Diagnose bei Störungen.
- RR (Referenzrechner): Dient der Verfahrenssicherung bei der Darstellung von Meldebildern im Bedienplatzsystem 901. Hierzu erzeugt der RR dieselben Meldebildausgaben wie der Bedienplatzrechner, so dass sie bei Bedarf verglichen werden können.
- BAnpR (Bedienanpassrechner): Sicherer Rechner in 2von2-Konfiguration, ermöglicht die Fernsteuerung eines Relaisstellwerks durch das ESTW. Hiermit fernsteuerbar sind neuere westdeutsche Relaisstellwerkstypen - Sp Dr S60, Sp Dr S600, Sp Dr L60 und MC L84. Auf Redundanz wird verzichtet, da die signaltechnische Sicherheit von der Relaisanlage selbst gewährleistet wird und das Relaisstellwerk im Störungsfall auch vor Ort besetzt werden könnte.
- METARE (Meldetafelrechner): Ansteuerung der Meldetafeln bei SIMIS C Typ 2.

In neueren Untertypen wurde zunächst die Aufgabenverteilung zwischen den Rechnern und später auch die Hardwarestruktur geändert: Die Einführung der Mausbedienung machte es notwendig, dass auch die Meldebilder der Lupenbilder durch den nicht sicheren BPR erstellt wurden. Als wünschenswerter Nebeneffekt ergab sich, dass dadurch die Trennung zwischen lupenbildfähigen und nicht lupenbildfähigen Bildschirmen entfiel, und somit die Bildschirmdarstellungen vom Bediener freier disponiert werden konnten. Zuletzt wurden BAR und EKIR zu einem gemeinsamen Rechner zusammengefasst, dem Zentralen Schnittstellen- und Aufrüstrechner (ZeSAR).
Die Baugruppen der sicheren Rechner waren durch Siemens selbst entwickelt worden. Um das Jahr 1996 wurden die BSTR und EKIR mit Intel 8085 realisiert, die BAR mit Intel 80486. Nach der Jahrtausendwende wurden sie durch Pentium-1-Prozessoren ersetzt, dadurch ergab sich bei Neustarts und Kanalwechseln eine deutlich kürzere Hochlaufzeit.

## Untertypen
- Typ 1 (1989): Das erste SIMIS C ging im April 1989 im schweizerischen Bahnhof Chiasso in Betrieb.
- Typ 2 (1991): Zu diesem Typ gehörten die ersten deutschen SIMIS C in Orxhausen, Kirchheim, Hockenheim und München Nord. Diese wurden noch ausschließlich per Tastatur bedient und hatten noch keine Bildschirmdarstellung von Bereichsübersichten, sondern stattdessen von einem Meldetafelrechner angesteuerte Meldetafeln im Bedienraum. Auch Anzeigen der Zugnummernmeldeanlage waren nur auf der Meldetafel verfügbar. Die von einer LZB-Zentrale benötigten Informationen mussten wie bei Relaisstellwerken über potentialfreie Kontakte an den Relaisstellteilen abgegriffen werden.
- Typ 3a (1993): Neues Bedienplatzsystem BPS 900 mit Bedienung über Grafiktablett.
- Typ 5: Direkte Schnittstelle zur LZB-Zentrale. Stellwerke ab Typ 5 können im Bedarfsfall hochgerüstet werden auf neuere Untertypen mit ZeSAR.
- Typ 6b (1995): Neues Bedienplatzsystem BPS 901 mit Mausbedienung und signaltechnisch sicheren Bereichsübersichten.
- Typ 8 (1997): Mehrere Unterzentralen von einem Bedienplatz steuerbar.
- Typ 9 (2002): Neue Hardwarestruktur des Stellwerkskerns. Zusammenfassung des vormaligen BAR und EKIR zum ZeSAR.
- Typ 10 (2011): Die Unterzentrale SIMIS C kann Bereichsstellrechner des Typs SIMIS D steuern. Hierzu wurde dem ZeSAR eine IIC/OMC-Rechnerbaugruppe aus der SIMIS-D-Technik beigeordnet.
- Typ 11: ZeSAR in neuer Hardware-Generation. Weiterer Einsatz von SIMIS-D-Technik im Stellwerkskern („Element Control Computer“, ECC-CU). ETCS Level 2 mit Signalen war möglich (durch die Weiterentwicklung der ETCS-Lastenhefte in Deutschland ist diese Möglichkeit inzwischen entfallen[2]).
- Typ 12: Letzter Entwicklungsstand.

## El S net und El S Public net
Für Anwendungen mit geringeren Verfügbarkeitsanforderungen (zum Beispiel an Bahnstrecken mit nur regionaler Bedeutung) existierte eine abgespeckte Version „El S net“. Auf die sonst übliche Redundanz der Bereichsstellrechner wurde bei diesen Stellwerken verzichtet, und die BSTR als 2von2-System ohne Ausfallredundanz betrieben. Die in den BSTR-Gebäuden vorhandene Notstromversorgung aus Batterien beschränkt sich allein auf die Aufrechterhaltung des Rechnerbetriebs für 3 Stunden. Die Außenanlagen werden nicht notstromversorgt, wenn keine externe Netzersatzanlage angeschlossen wird. Die Bereichsstellrechnergebäude haben eine einheitliche Größe und bieten Platz für maximal etwa 40 Stelleinheiten. Funktional handelt es sich um vollwertige SIMIS-C-Stellwerke. Optional war die Anbindung der Bereichsstellrechner an die Zentrale auch über öffentliche Telekommunikationsnetze möglich (die Technik hierfür entsprach derjenigen zur Anbindung von ESTW-Unterzentralen an Betriebszentralen). Ein solches Stellwerk wurde von Siemens als El S Public net bezeichnet.

## Lebensdauerverlängerung
Die Abkündigung der SIMIS-C-Plattform durch Siemens wird aufgrund der Pensionierung von Know-how-Trägern im Jahr 2032 erfolgen. Bei den Schweizerischen Bundesbahnen (SBB) sind 45 SIMIS-C-Stellwerke und zusätzlich 19 abgesetzte Stellwerke in Betrieb, die insgesamt rund 13.000 Stelleinheiten (18 % aller Stelleinheiten der SBB) steuern. Zum Zeitpunkt der Abkündigung haben diese Stellwerke ein Durchschnittsalter von 33 Jahren erreicht. Ab 2025 soll die netzweite Umrüstung auf ETCS Level 2, mit der Möglichkeit der Migration auf ETCS Level 3 und Führerstandsignalisierung (FSS), beginnen. Da für einen FSS-Rollout mit Stand 2022 noch nicht ausreichend Baseline-3-Fahrzeuge zur Verfügung stehen, müssten bei einem kurzfristigen Ersatz der bestehenden SIMIS-C-Stellwerke durch Stellwerke neuerer Generation weiterhin optische Signale vorgesehen werden. Diese optischen Signale würden dann für die nächsten Jahrzehnte in verkehrskritischen Knoten verbleiben oder müssten bei der Migration auf FSS abgebaut werden. Da heute rund 17 % der verbauten Stelleinheiten Haupt- und Vorsignale sind, entfällt auf diese ein erheblicher Anteil der Investitionskosten. Um Fehlinvestitionen zu vermeiden, wurde von Siemens in den Jahren 2021 bis 2022 ein Lösungskonzept erarbeitet, bei dem die bestehenden Außenelemente und deren Ansteuerung erhalten bleiben, diese aber durch eine SIMIS-W-Sicherungslogik betätigt werden.
Hierzu wird ein sogenannter Stellrechneradapter (STR-Adapter) entwickelt, der als Telegrammübersetzer zwischen den SIMIS-C-Stellrechnern und den neu einzubindenden SIMIS-W-Logik-Rechnern (Area Component, AC) dient. Die Anbindung des STR-Adapters an die SIMIS-W-Sicherungslogik erfolgt über redundanten Ethernet (RaSTA) und den bestehenden IL-Bus der SIMIS-C-Stellrechner. Dadurch kann der Funktionsumfang von SIMIS-W, wie u. a. das Radio Block Centre (RBC), unter Weiternutzung eines Großteils der SIMIS-C-Anlagen genutzt werden. Dieser Hybrid wird auch als „SIMIS-C Plus“ bezeichnet.
Die ersten entsprechend umgerüsteten Stellwerke sollen ab 2025 an Pilotstandorten erprobt werden.